# تلفزيون طوكيو متروبوليتن
تلفزيون طوكيو متروبوليتن برودكاستين (東京メトロポリタンテレビジョン株式会社 Tōkyō Metoroporitan Terebijon Kabushiki Kaisha)
هي محطة تلفزية في طوكيو، يابان. وهي المحطة الوحيدة التي تخدم المدينة. طوكيو إم إكس تأسست في أبريل 30، 1993، وبدأت بث في نونبر 1، 1995.

## وصلات خارجية
- تلفزيون طوكيو متروبوليتن على موقع ANN company (الإنجليزية)

- موقع الرسمي (باليابانية)
- معلومات بإنجليزية نسخة محفوظة 4 أغسطس 2018 على موقع واي باك مشين.